# Живец-Дзевёнцолистны (заповедник)
Заповедник «Жи́вец-Дзевёнцолистны» (пол. Żywiec Dziewięciolistny) — заповедник в Польше в ландшафтном парке «Пуща-Зелёнка» на территории гмины Мурована-Гослина Познанского повята Великопольского воеводства, Польша. Заповедник назван именем растения Зубянка девятилистная (Żywiec Dziewięciolistny), которая охраняется в этом заповеднике.

## История
Заповедник был создан 16 сентября 1974 году решением польского Министерства лесного хозяйства и деревообрабатывающей промышленности для охраны реликтового растения зубянки девятилистной и букового древостоя с участками дуба, граба и пихты белой. Заповедник занимает площадь размером 10,51 гектаров.